# Trachypithecus poliocephalus
Il presbite dalla testa bianca (Trachypithecus poliocephalus) è una specie di langur criticamente minacciata che vive sull'Isola di Cat Ba, in Vietnam (T. p. poliocephalus), e nel Guangxi, in Cina (T. p. leucocephalus). Entrambi i taxa sono di colore completamente nero, ma la sommità del capo, le guance e il collo sono di colore giallastro in T. p. poliocephalus, mentre in T. p. leucocephalus, come suggerisce il nome scientifico, sono bianchi. Come tutti i membri del gruppo di Trachypithecus francoisi, questo presbite, diurno e sociale, vive nelle foreste su suoli calcarei.

## Tassonomia
La sottospecie nominale, spesso nota come presbite dalla testa dorata o di Cat Ba, è uno dei più rari primati del mondo, e forse il più raro primate dell'Asia. La posizione tassonomica della popolazione cinese, anch'essa estremamente minacciata, è più confusa. È stata ritenuta una popolazione parzialmente albina del presbite di Francois, una specie vera e propria (T. leucocephalus), o una sottospecie, T. poliocephalus leucocephalus. A parte questo, anche l'intera specie poliocephalus è stata considerata una sottospecie del presbite di Francois fino al 1995.